# Río Jujan
Der Río Jujan ist ein 19 km langer linker Nebenfluss des Río Babahoyo im Westen von Ecuador in den Provinzen Los Ríos und Guayas. Einschließlich des Quellflusses Río Los Amarillos beträgt die Flusslänge 112 km.

## Flusslauf
Der Río Jujan entsteht am nordöstlichen Stadtrand von Jujan am Zusammenfluss von Río Los Amarillos (links) und Río Chilintomo (rechts). Der Río Jujan schlängelt sich in westlicher Richtung durch das ecuadorianische Küstentiefland. Zahlreiche Bewässerungsgräben zweigen vom Fluss ab. Bei Flusskilometer 8,4 trifft der von Süden kommende Estero Ñausa auf den Fluss. Bei Flusskilometer 5,4 mündet der Estero Las Canchas von rechts in den Río Jujan. Dieser mündet schließlich in den Río Babahoyo, 47 km oberhalb dessen Vereinigung mit dem Río Daule zum Río Guayas. 

## Einzugsgebiet
Das Einzugsgebiet umfasst etwa 850 km². Das Einzugsgebiet liegt fast vollständig im Küstentiefland. Lediglich der Quellfluss Río Chilintomo entspringt in der Cordillera Occidental. Die Westflanke der Cordillera Occidental wird von benachbarten Flüssen entwässert.